# Csuthy Gyula
Vitéz Csuthy Gyula (Kisbér, 1895. június 3. – ?) igazgató-tanár, posztumusz vezérőrnagy.

## Élete
Csuthy Károly református kisbéri ügyvéd és Nerhaft Lujza római katolikus magánzónő gyermekeként született, 1895. szeptember 26-án keresztelték Ászáron.
Katonai iskolákban nevelkedett, majd 1932-ben végzett Pécsett tanári szakon. 1913-ban tisztté avatták, 1914-től hadnagy, 1915-től főhadnagy. Részt vett az első világháborúban, melyben kétszer is súlyosan megsebesült. 1918-ban a 3. honvéd gyalogezred főhadnagya volt.
1929-ben a római Collegium Hungaricumba kapott olasz nyelvi tanulmányaira ösztöndíjat. 1932-től előbb a soproni, majd 1937-ig a pécsi hadapródiskola oktatója, majd aligazgatója volt. 1938-ban tanulmányúton vett részt Olaszországban. 1938-1941 között a soproni Rákóczi honvéd reáliskola nevelőintézetének tanára. 1939-től alezredes lett. 1941-ben megalakult a Nagykárolyi gróf Károlyi István Honvédtiszti Fiúnevelő Intézet, melynek első parancsnoka lett. 1942-től ezredes volt. 1943-1944 között a Honvédelmi Minisztérium tanulmányi felügyelője volt. 1945-ben Németországba, Ravensburg (Taldorf) környékére került, majd novemberben hazatért. 1947 végén B-listára került. Elbocsátották és 1948-ban nyugállományba helyezték.
1949-ben valószínűleg a Szovjetunióba hurcolták és eltűnt. P. Károlyi Bernát perében (1950) már nem volt személyesen jelen.
Anyanyelvi szinten beszélt franciául és olaszul, illetve a vívásban is jeleskedett. Felesége Tarján Katalin, aki elhunyt Budapesten, 1950. szeptember 5-én.

## Elismerései és emléke
- 1991. március 15-én Göncz Árpád köztársasági elnök több társával együtt posztumusz előléptette.[17]
- Pécsett a Zrínyi hadapródiskola emléktábláján, a mártírok között szerepel[18]
- 1940 Olasz Koronarend parancsnoki keresztje[19]
- 1939 A kormányzó dicsérő elismerése[20]
- 1938 II.B Tiszti Szolgálati Jel[21]
- Signum Laudis[22]
- III. osztályú katonai érdemkereszt[23]
- Több magyar és olasz kitüntetés viselője.

## Művei
- 1932 Az olasz pásztorköltészet és hatásai irodalmunkban. Magyar Királyi Zrínyi Miklós Reáliskolai Nevelőintézet Értesítője 1932, 3-25.
- 1935 Katonai nevelés külföldön. Magyar Katonai Szemle 5/7, 60-71.
- 1935 Az utolsó száz év hadjáratai Abessziniában. Magyar Katonai Szemle 5/12, 251-254.
- 1936 Helyőrség vagy tábor. Magyar Katonai Szemle (kézirat)
- 1938 Due nazioni sorelle 1356 (kézirat)
- 1941 A katonaszellem mint államalkotó tényező. Magyar Katonai Szemle 11/7, 81-84.